# پنگ شیائوران
پنگ شیائوران (چینی: 彭小苒, زادهٔ ۳ دسامبر ۱۹۹۰) یک بازیگر و مجری اهل چین است. او بیشتر به خاطر نقش‌آفرینی خود در درام تلویزیونی موفق خداحافظ پرنسس من (۲۰۱۹) شناخته می‌شود.